# Авґіа (Хелвачаурі)
Авґіа (груз. ავგია) — село в Грузії.
За даними перепису населення 2014 року в селі проживає 846 осіб.